# Manuel González García (físico)
Manuel González García (Talamanca del Jarama, 1981) es un físico, divulgador y cineasta español.

## Trayectoria
Licenciado en Física por la Universidad Complutense de Madrid (UCM) y doctor en astrofísica por la Universidad de París-Sur. Ha trabajado en el Observatorio de París (París), en el Instituto de Radioastronomía Milimétrica en Granada, en el Instituto de Ciencia de los Materiales de Madrid y en el Observatorio Astronómico Nacional de España, también en Madrid. González fue el responsable de comunicación del proyecto europeo PRE-EST, y desde 2019 trabaja en la Unidad de Comunicación del Instituto de Astrofísica de Andalucía (IAA-CSIC).
Recibió uno de sus primeros reconocimientos como divulgador en 2015, cuando quedó finalista en el concurso internacional de divulgación científica Famelab. Para esta actuación creó lo que ha llamado astrocopla, método para divulgar ciencia a través de la copla. El género astrocopla lo ha desarrollado posteriormente con la también divulgadora Natalia Ruiz Zelmanovitch, y les ha llevado a actuar en escenarios fuera de España, como en México.
Es parte del grupo de monologuistas divulgadores de ciencia Big Van y coautor de la película El enigma Agustina, que aborda algunos de los hitos científicos más relevantes ocurridos en Europa en el primer tercio del siglo XX y que ha recibido varios premios.
En 2017 creó, junto con Emilio García, y protagonizó la webserie divulgativa para el Instituto de Astrofísica de Andalucía El astrónomo indignado, que actualmente cuenta con dos temporadas que se extienden hasta 2019.
En 2020 ideó y coprotagonizó la pieza musical La inverosímil y trágica historia de Jocelyn Bell. Una zarzuela del siglo XXI, donde narran la historia de la científica Jocelyn Bell haciendo uso de clásicos de la zarzuela. Esta pieza ha sido premiada por el concurso de divulgación científica Ciencia en Acción.
González ha sido reconocido tanto por el carácter innovativo en su forma de divulgador como por la importancia que tiene su visibilización como parte del colectivo LGBT dentro del mundo de la ciencia.

## Reconocimientos
- 2018 - El enigma Agustina. Gran Premio Unicaja BICC Ronda-Madrid-México a la Mejor Obra Audiovisual - BICC.[15]
- 2019 - El enigma Agustina. Premio Prismas. Museos Científicos Coruñeres.[16]
- 2020 - Ondas de radio, premios Nobel y hombrecillos verdes. La inverosímil y trágica historia de Jocelyn Bell. Primer premio de la modalidad "Puesta en escena" de Ciencia en Acción XXI.[13]

## Obra
2018 El enigma Agustina dirigida en colaboración con Emilio J. García Gómez-Caro.